# Wiktoria Filus
Wiktoria Filus (* 10. September 1994 in Krakau) ist eine polnische Schauspielerin und Model.

## Leben und Karriere
Filus wurde am 10. September 1994 in Krakau geboren. Sie studierte an der Staatlichen Hochschule für Film, Fernsehen und Theater Łódź. Ihr Debüt gab sie 2017 in dem Film Reakcja łańcuchowa. Anschließend war sie 2018 in Rodzinka.pl zu sehen. 2020 bekam sie in der Serie Das Grab im Wald eine Hauptrolle. Im selben Jahr trat Filus in Usta Usta auf. Außerdem wurde sie für den Film The Hater gecastet.
Zudem ist sie als Model tätig. Neben Polnisch und Englisch spricht sie auch etwas Deutsch.

## Filmografie (Auswahl)
Filme
- 2017: Reakcja łańcuchowa
- 2019: Nic nie ginie
- 2020: The Hater
- 2022: Elefant (Słoń)
- 2023: Caly ten seks

Serien
- 2017: Belfer
- 2019: Rodzinka.pl
- 2020: Das Grab im Wald
- 2020: Usta Usta
- 2022: Glitter – Brokat